# Олонецкая добровольческая армия
Оло́нецкая доброво́льческая а́рмия или AVA (сокр. от фин. Aunuksen vapaaehtoinen armeija) — армия белофиннов, действовавшая на территории Финляндии и Карелии на стороне профинского Олонецкого правительства.

## История
Олонецкая добровольческая армия сформирована в начале апреля 1919 г. в Финляндии. Так как до 1917 г. Финляндия являлась составной частью России (с определенным статусом «суверенности»), многие ее жители, были активнейшими сторонниками Белого движения. На базе части бывших войск РИА и добровольцев в Финляндии после революции стали формироваться добровольческие отряды "белофиннов", которые позже в частности были объединены в рамках Олонецкой добровольческой армии. Всего Олонецкая армия насчитывала около 2000 штыков. Командующим новообразованной армии стал генерал-лейтенант B. C. Скобельцын.
В начальный период Олонецкой добровольческой армии сопутствовал успех. Весной 1919 белофинны захватили всю Южную Карелию, в том числе Видлицу (21 апреля 1919 г.), Олонец (24 апреля 1919 г.) и в конце апреля 1919 г. подошли к Петрозаводску.
В июне - июле и сентябре 1919 г. 6-я Красная армия под командованием Самойло и десанты Онежской флотилии Панцержанского (500 — в Видлицу и 200 — в Тулоксу в июле 1919 г.; а также десант в Лижму в сентябре 1919 г.) дважды наносили поражения Олонецкой добровольческой армии, окончательно изгнав ее из Карелии только в октябре 1919 г.
В октябре 1919 г. остатки Олонецкой армии были объединены с Войсками Мурманского района (прежней Мурманской добровольческой армии) под общим командованием генерала Скобельцына. Эти войска, входя в состав Северной армии Миллера, продолжали оказывать сопротивление 6-й Красной армии вплоть до февраля 1920 г.
В октябре 1921 - феврале 1922 белофинны, объединив остатки бывшей Олонецкой добровольческой армии и создав новые добровольческие отряды в Финляндии, еще раз попытались захватить южную часть Карелии. Но после временных незначительных успехов потерпели окончательное поражение, были разгромлены и вынуждены были уйти обратно в Финляндию, прекратив своё существование.

## Униформа
Отличительной чертой бойцов Олонецкой добровольческой армии были белые нарукавные повязки с надписью черного цвета A.V.A. (сокр. от Aunuksen vapaaehtoinen armeija, фин. Олонецкая Добровольческая армия), которые они носили на левом плече.  Однако, аббревиатура имела и иные менее лестные расшифровки. Например, Ammattivarkaat Aunuksessa — профессиональные воры в Олонце.